# James Clifford
James Clifford (1945) è un antropologo statunitense.
Insegna "History of Consciousness" presso l'Università della California di Santa Cruz.
Nell'aprile 1984 ha partecipato, insieme ad altri studiosi, al seminario di Santa Fe, da cui poi è stato ricavato il libro Writing Culture.
Nel 1988 ha scritto The Predicament of Culture: Twentieth Century Ethnography, Literature, and Art, tradotto in sette lingue.

## La cultura come testo
Con l'opera di James Clifford l'antropologia entra nella sua fase postmoderna e decostruzionista. Il concetto di cultura viene definitivamente messo da parte, e il vero oggetto dell'antropologia è l'antropologo stesso, o meglio il suo io narrante. Questa rivoluzione era già nell'aria con Clifford Geertz e la sua attenzione alla descrizione dell'Altro attuata dall'antropologo, ma con Clifford l'altro diventa la rappresentazione antropologica stessa. Clifford privilegia quindi nell'antropologia la sola parte che finora è stata per lo più ignorata, quella cioè della scrittura e della costruzione del testo attuata dall'antropologo nel suo studio. È lì che avviene la costruzione dell'altro, che dipende dai dispositivi testuali e dalle strategie retoriche adottate. La scrittura etnografica secondo Clifford è determinata da:
- il contesto;
- la retorica, cioè da specifiche convenzioni espressive;
- le istituzioni, poiché la scrittura è influenzata da particolari discipline e destinatari;
- il genere letterario, solitamente distinguibile da un romanzo o un resoconto di viaggio;
- la politica;
- la storia.

Queste variabili determinano quindi la produzione di testi che Clifford definisce altresì finzioni etnografiche, intendendo con questa espressione non che una etnografia è falsa, bensì che è stata costruita, fabbricata a tavolino e come tale è parziale perché inevitabilmente basata sulla selezione e l'esclusione. Tutto questo perché, secondo Clifford, non esiste un elemento preesistente alla scrittura come la cultura, che è semplicemente una finzione etnografica. Nella sua opera principale, Scrivere le culture (1986), Clifford teorizzava queste idee attuando una critica dell'oggetto di studio classico dell'antropologia – il primitivo, l'esotico – e rendendo il testo l'unica cosa che conta, mentre la cultura è ridotta a una true fiction, una finzione reale, una costruzione dell'antropologo. 

## Scenari postmoderni
Clifford introduce la corrente postmoderna in antropologia. Non va dimenticato che il concetto di cultura è legato a doppio filo alla modernità e come tale non può non essere coinvolto in questa critica decostruzionista. Se il postmoderno, come ha detto Jean-François Lyotard, è caratterizzato dalla fine delle grandi narrazioni, allora la cultura, che è stato lo strumento delle grandi narrazioni attraverso le quali la modernità ha messo in scena l'Altro, è il primo oggetto della critica postmoderna. Il concetto di cultura come insieme complesso è rifiutato, perché tale insieme non può più essere oggetto diretto di esperienza ma non è altro che un artificio costruito dall'antropologo. Sicuramente tra i meriti di Clifford sta quello di aver svelato i particolari artifici narrativi propri dell'etnografia, dall'uso della terza persona al ricorso al genere maschile per indicare gruppi umani: accorgimenti retorici che depurano l'esperienza sul campo dell'antropologo da elementi soggettivi e la incanalano in una serie di sterili convenzioni espositive. Tuttavia il problema di Clifford sta nell'aver trasformato questo difetto dell'antropologia in pregio, legittimandolo, affermando che la riduzione dell'Altro a un testo etnografico, lo spostamento dell'oggetto antropologico dall'altro all'io narrante è positivo.
Non si può fare a meno di rivedere nuovamente apparire una forma estrema di etnocentrismo, che paradossalmente ricompare all'interno di una delle tesi più relativiste mai tratteggiate. L'Altro viene infatti ridotto a una mera proiezione dell'osservatore, è una semplice costruzione basata sulle categorie cognitive proprie e del tutto indifferente alle peculiarità dell'Altro. Clifford sembra proporre come soluzione un'antropologia dialogica dove il testo non è più solo un prodotto dell'antropologo ma il frutto di un incontro tra osservatore e osservato; questa soluzione appare tuttavia difficilmente applicabile viste le rigide premesse poste da Clifford. 

## Opere
- (con George E. Marcus) Scrivere le culture. Poetiche e politiche dell'etnografia, Meltemi, Roma, 1998 (ed. or. 1986)
- I frutti puri impazziscono. Etnografia, letteratura e arte nel secolo XX, Bollati Boringhieri, Torino, 1993 (ed. or. 1988)
- Person and Myth: Maurice Leenhardt in the Melanesian World, 1992
- Strade. Viaggio e traduzione alla fine del secolo XX, Bollati Boringhieri, Torino, 1999 (ed. or. 1997)
- Ai margini dell'antropologia: interviste, Meltemi, Roma, 2004 (ed. or. 2003)
- Returns: Becoming Indigenous in the Twenty First Century, Harvard University Press, 2013